# Schicksalslied
Schicksalslied (Canzone del destino), Op. 54, è un'ambientazione corale accompagnata da orchestra di una poesia scritta da Friedrich Hölderlin ed è una delle numerose grandi opere corali scritte da Johannes Brahms. Brahms iniziò i lavori nell'estate del 1868 a Wilhelmshaven, ma non furono completati fino al maggio 1871. Il ritardo nel completamento fu in gran parte dovuto all'indecisione di Brahms su come il pezzo dovesse concludersi. Esitante nel prendere una decisione, iniziò a lavorare sulla Rapsodia per contralto, op. 53, completata nel 1869 e eseguita per la prima volta nel 1870.
Schicksalslied è considerato uno dei migliori lavori corali di Brahms insieme a Ein deutsches Requiem. Infatti Josef Sittard sostiene nel suo libro su Brahms, "Se Brahms non avesse mai scritto altro che quest'opera, da sola sarebbe bastata a classificarlo tra i migliori maestri". La prima esecuzione di Schicksalslied fu data il 18 ottobre 1871 a Karlsruhe, sotto la direzione di Hermann Levi. È delle più brevi opere corali di Brahms, una esecuzione tipica dura dai 15 ai 16 minuti.

## Strumentazione
Il brano è scritto per due flauti, due oboi, due clarinetti, due fagotti, due corni, due trombe, tre tromboni, timpani, archi e un coro in quattro parti.

## Forma
Il lavoro è in tre movimenti, così annotati:
- Adagio: Cammini in alto nella luce. (mi bemolle maggiore)
- Allegro: Ma a noi è dato. (do minore)
- Adagio: Postludio orchestrale (do maggiore)

## Testo e traduzione
Ihr wandelt droben im Licht

Auf weichem Boden selige Genien!

Glänzende Götterlüfte

Rühren Euch leicht,

Wie die Finger der Künstlerin

Heilige Saiten.
Schicksallos, wie der Schlafende

Säugling, atmen die Himmlischen;

Keusch bewahrt,

In bescheidener Knospe

Blühet ewig

Ihnen der Geist,

Und die seligen Augen

Blicken in stiller

Ewiger Klarheit
Doch uns ist gegeben

Auf keiner Stätte zu ruh’n;

Es schwinden, es fallen

Die leidenden Menschen

Blindlings von einer

Stunde zur andern,

Wie Wasser von Klippe

Zu Klippe geworfen

Jahrlang ins Ungewisse hinab.
Voi errate in alto, nella luce

su tenero suolo, genii beati!

Splendidi aure divine

vi sfiorano leggere

come le dita dell’artista

le sacre corde.
Sciolti dal destino, come il poppante

che dorme, respirano gli immortali;

pudico, in boccio

timido avvolto

eterno fiorisce

per essi lo spirito,

e gli occhi beati guardano

in placida
eterna chiarità.
Ma a noi è dato

in nessun luogo trovar pace,

dileguano, cadono,

nel dolore gli uomini

ciecamente

di ora in ora,

come acqua da pietra

a pietra lanciata,

senza mai fine, giù nell’ignoto
Ye wander gladly in light

Through goodly mansions, dwellers in Spiritland!

Luminous heaven-breezes

Touching you soft,

Like as fingers when skillfully

Wakening harp-strings.
Fearlessly, like the slumbering

Infant, abide the Beatified;

Pure retained,

Like unopened blossoms,

Flowering ever,

Joyful their soul

And their heavenly vision

Gifted with placid

Never-ceasing clearness.
To us is allotted

No restful haven to find;

They falter, they perish,

Poor suffering mortals

Blindly as moment

Follows to moment,

Like water from mountain

to mountain impelled,

Destined to disappearance below.

## Storia
Brahms iniziò a lavorare sullo Schicksalslied nell'estate del 1868 mentre visitava il suo buon amico Albert Dietrich a Wilhelmshaven. Fu nella biblioteca personale di Dietrich che Brahms scoprì "Hyperions Schicksalslied", dal romanzo di Hölderlin Hyperion, in un libro di poesie di Hölderlin. Dietrich ricorda nei suoi scritti che Brahms ebbe per la prima volta l'ispirazione per il pezzo guardando il mare:
“In estate Brahms venne di nuovo [a Wilhelmshaven], per fare qualche escursione nei dintorni con noi e con i Reinthaler. Una mattina andammo insieme a Wilhelmshaven, perché Brahms era interessato a vedere il magnifico porto navale. Lungo la strada il nostro amico, che di solito era così vivace, era tranquillo e serio. Descrisse come quella mattina presto (era sempre mattiniero), aveva trovato le poesie di Hölderlin nella libreria ed era stato profondamente colpito dallo Schicksalslied. Più tardi, dopo aver passato molto tempo a passeggiare e visitare tutti i punti di interesse, eravamo seduti a riposare in riva al mare, quando abbiamo scoperto Brahms molto lontano seduto da solo sulla riva a scrivere. Fu il primo schizzo per lo Schicksalslied, apparso poco dopo. Una bella escursione che avevamo organizzato all'Urwald non fu mai effettuata. Tornò in fretta ad Amburgo, per dedicarsi al suo lavoro."
Brahms completò un'ambientazione iniziale dei due versi di Hölderlin in forma ternaria con il terzo movimento che è una completa riaffermazione del primo. Tuttavia Brahms era insoddisfatto di questa completa riaffermazione del primo movimento per chiudere il brano, poiché sentiva che avrebbe annullato la cupa realtà rappresentata nel secondo movimento. Questo conflitto rimase irrisolto e lo Schicksalslied inedito, mentre Brahms rivolse la sua attenzione alla Rapsodia per contralto dal 1869 al 1870. Il pezzo non fu realizzato nella sua forma finale fino a quando una soluzione non fu suggerita a Brahms nel 1871 da Hermann Levi (che diresse la prima di Schicksalslied nello stesso anno). Levi proposto che al posto di un pieno ritorno del primo movimento, una reintroduzione del solo preludio orchestrale avrebbe dovuto essere utilizzata per concludere il brano. Convinto da Levi, Brahms compose il terzo movimento come copia del preludio orchestrale nel primo movimento con una strumentazione più ricca e trasposto in do maggiore. Mentre Brahms esitava a spezzare la disperazione e la futilità finale del secondo movimento riportando un beato ritorno al primo, alcuni vedono il ritorno di Brahms al preludio orchestrale come "un desiderio da parte del compositore di alleviare l'oscurità dell'idea conclusiva del testo gettando un raggio di luce su tutto e lasciando un'impressione più fiduciosa".

## Elementi musicali
Schicksalslied, che John Lawrence Erb postula sia "forse la più amata di tutte le composizioni di Brahms e la più perfetta delle sue opere corali minori", è a volte indicato come il "Piccolo Requiem", poiché condivide molte somiglianze stilistiche e compositive con la composizione corale più ambiziosa di Brahms. Le caratteristiche romantiche di Schicksalslied, tuttavia, conferiscono a questo brano un legame più stretto con la Rapsodia per contralto, rispetto al Requiem. Qualunque sia il pezzo a cui si riferisce più da vicino, è chiaro che Schicksalsied era l'opera di un maestro compositore che lavorava al massimo della sua abilità. John Alexander Fuller Maitland affermò che in Schicksalslied, Brahms “ha impostato il modello della breve ballata corale, a cui, in Nänie, op. 82, e in Gesang der Parzen, op. 89, Brahms successivamente tornò". Allo stesso modo, Hadow elogia il pezzo per "le sue bellezze tecniche, la sua simmetria arrotondata di equilibrio e fascino della melodia, e le sue meravigliose cadenze in cui l'accordo si fonde nell'accordo come il colore nel colore".
Il primo movimento, segnato Adagio, è in tempo comune e inizia in mi bemolle maggiore. Il brano si apre con 28 battute di un preludio orchestrale (che Brahms in seguito ri-orchestra nel terzo movimento). Alla battuta 29, i contralti entrano con l'affermazione iniziale della melodia corale, che viene immediatamente ripetuta dai soprani mentre il resto del coro aggiunge armonia.

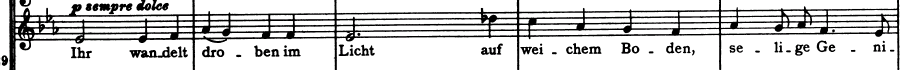
Tema dei contralto

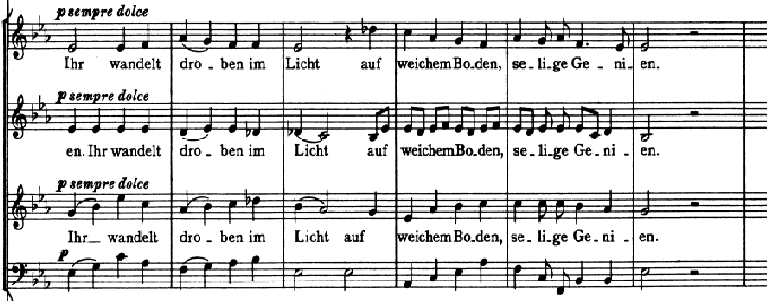
Tema corale

Il primo esempio di pittura testuale in Schicksalslied si trova nella battuta 41, con le armonie "luminose" mentre il coro canta Glänzende Götterlüfte.

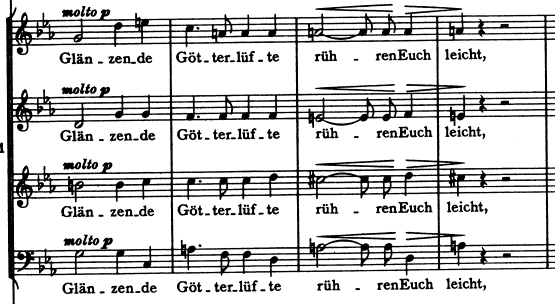
Pittura testuale del coro

L'orchestra torna alla ribalta alla battuta 52 con un accompagnamento di arpa, mentre il coro presenta una nuova melodia nella linea Wie die Finger der Künstlerin Heilige Saiten. Alla battuta 64 l'orchestra cade nella tonalità dominante (si bemolle maggiore) prima di ripetere la prima linea melodica tematica originariamente dichiarata dalle voci contralto.

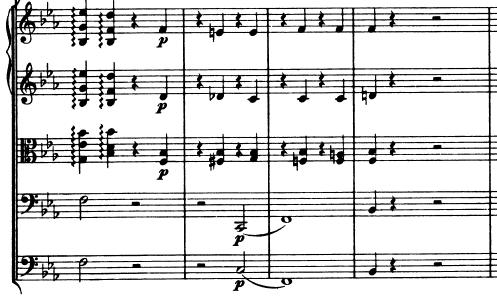
Cadenza orchestrale in si bemolle maggiore

Questa volta, tuttavia, la melodia viene inizialmente ripresa dal corno con l'intero ritornello che ripete il tema su Schicksallos, wie der Schlafende Säugling.

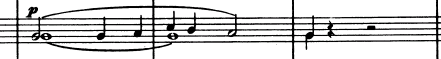
Tema dei corni

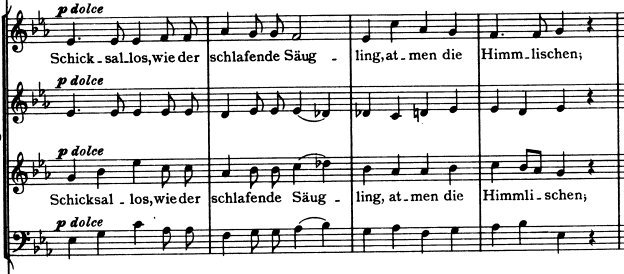
Tema corale 2

Mentre Brahms ritorna al materiale tematico iniziale nella tonalità dominante, la riaffermazione è di sole 12 battute mentre l'affermazione iniziale era di 23. Questa sezione termina con una cadenza orchestrale simile nella battuta 81, questa volta sulla tonica.

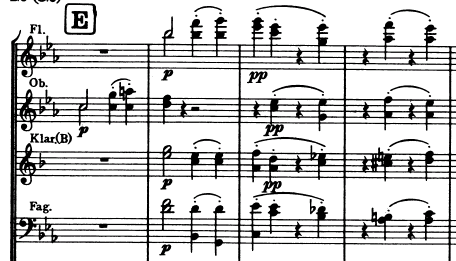
Cadenza orchestrale sulla tonica

Il tema melodico ritorna un'ultima volta in questo primo movimento sulla linea corale Und die seligen Augen (battuta 84), che cade in mi bemolle maggiore (battuta 96). L'orchestra suona due triadi diminuite in re per concludere il primo movimento e preparare il do minore come tonalità successiva.

Il secondo movimento, in do minore e metro di 3⁄4, è contrassegnato come Allegro e si apre con otto battute di movimento di ottave negli archi. Le ottave orchestrali continuano per 20 battute mentre il ritornello entra all'unisono con Doch uns ist gegeben. Le note di ottava si intensificano e culminano in un ff nella battuta 132 mentre Brahms imposta la lirica Blindlings von einer stunde zur andern sul ritornello che si divide in un accordo di settima diminuita di si.

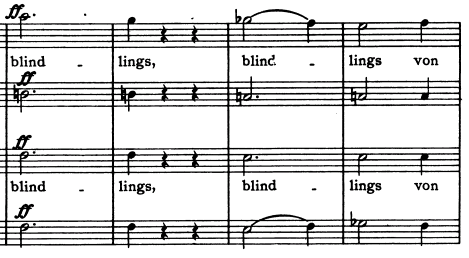
Text painting 2

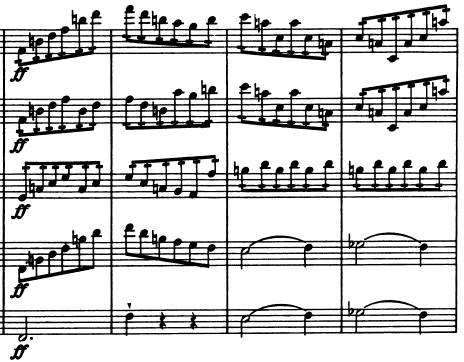
Crome orchestrali

Nel tentativo di suscitare un effetto di respiro affannoso, Brahms inserisce un'emiola sulla lirica Wasser von Klippe zu Klippe geworfen. Alternando le note di un quarto con le pause di un quarto, questa sezione sembra come se il metro fosse cambiato, convertendo essenzialmente due battute di 3⁄4 in una di 3⁄2.

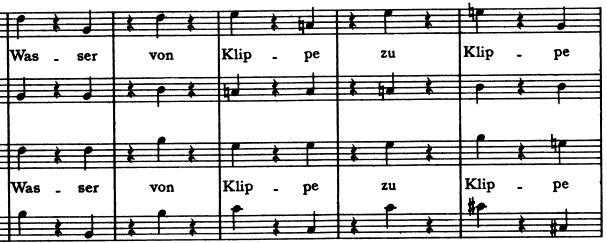
Emiola corale

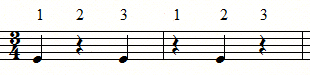
Emiola 1

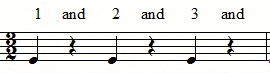
Emiola 2

Il ritmo ordinario ritorna nella battuta 154 con il coro che completa la strofa e infine fa una cadenza su una triade di re maggiore nella battuta 172.

Dopo un intermezzo orchestrale di 21 battute, Brahms riafferma l'ultima strofa del testo con due sezioni fugali separate nelle battute 194–222 e 222–273. Dopo le fughe, Brahms ripete l'intero secondo movimento (escluse le fughe) in re minore. Il ritornello sostituisce la loro triade finale in re maggiore della prima affermazione con un accordo diminuito in re diesis nella battuta 322.

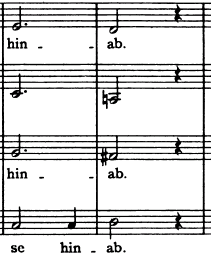
Choral cadence, measure 172

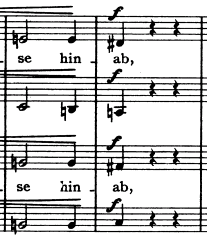
Cadenza Corale, battuta 322

Il materiale cadenziale poi si ripete, atterrando sulla tonica do minore nella misura 332.

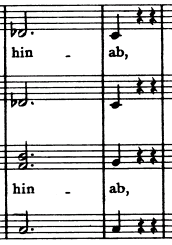
Cadenza corale in do minore

Il secondo movimento si chiude per mezzo di una sezione orchestrale di 54 battute con un tono di pedale di do e il ritornello che ripete a intermittenza l'ultima riga della poesia di Hölderlin. L'aggiunta di mi naturali a partire dalla battuta 364 predice la prossima modulazione in do maggiore per il movimento finale.
Il terzo movimento, segnato Adagio, è in do maggiore e ritorna al tempo comune. Questo postludio è lo stesso del preludio orchestrale, salvo alcuni cambiamenti nella strumentazione e nella trasposizione in do maggiore.